# Bosque estatal de Withlacoochee

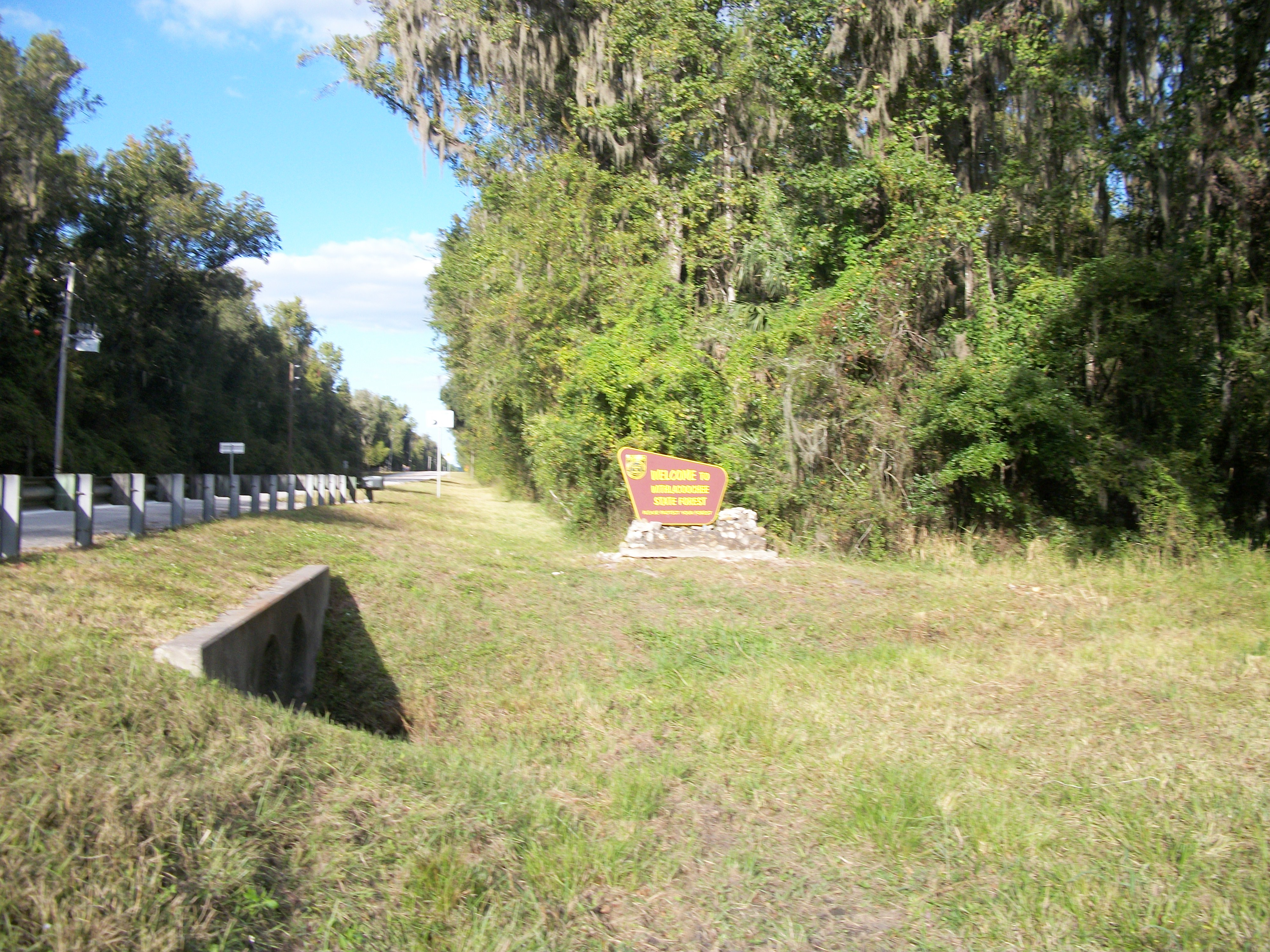
Bosque estatal de Withlacoochee.

El Bosque estatal Withlacoochee tiene 157 479 acres (637 km²)   en la parte central occidental del estado estadounidense de Florida, cerca de Lecanto, Inverness, Floral City, Brooksville, Ridge Manor y Dade City. El bosque recibe su nombre del río Withlacoochee, que atraviesa algunas de sus áreas principales, desempeñando un papel crucial en el ecosistema de la región y proporcionando recursos hídricos esenciales para la flora y fauna locales.

## Historia
El Bosque Estatal Withlacoochee fue adquirido por el gobierno federal entre 1936 y 1939, mediante las disposiciones de la Administración de Reubicación de Tierras de los Estados Unidos. Este proceso permitió la transferencia de tierras de terratenientes privados al control estatal para promover la conservación y el manejo sostenible de los recursos naturales. El terreno adquirido por el gobierno se denominaría Servicio de Desarrollo Withlacoochee. Las tierras fueron administradas por el Servicio de Conservación de Suelos desde 1939 hasta 1954. El Servicio Forestal de Estados Unidos administró la propiedad hasta que un acuerdo de arrendamiento con compra transfirió la propiedad a la Junta Forestal de Florida en 1958.
Los pueblos fantasmas dentro del Bosque Estatal Withlacoochee incluyen Mannfield, Orleans, Oak Grove, Stage Pond, Croom, Rital, Richloam, Clay Sink, entre otros. Estos asentamientos fueron alguna vez comunidades activas, pero han quedado deshabitadas a lo largo del tiempo. Además, el bosque alberga sitios históricos de gran interés, como el sitio arqueológico Etna Turpentine Camp, que ofrece una visión de las actividades turpenteras de la región, el almacén general y la oficina de correos de Richloam, que representan vestigios de la vida cotidiana en los primeros asentamientos de la zona.

## Recreación
El Bosque Estatal Withlacoochee ha sido reconocido por el Fondo Mundial para la Naturaleza como uno de los "10 lugares más increíbles en los que nunca has estado en América del Norte". Este bosque ofrece una gran variedad de actividades recreativas, que incluyen kilómetros de caminos para practicar senderismo, ciclismo, paseos a caballo y piragüismo. Con diversas extensiones de tierra separadas, el bosque alberga una rica diversidad de comunidades naturales y hábitats para la vida silvestre, lo que lo convierte en un destino único tanto para los amantes de la naturaleza como para aquellos interesados en explorar sus paisajes vírgenes.
Estas áreas consisten en las áreas Two Mile Prairie, Homosassa, Citrus, Juniper Creek, Croom y Richloam.  El área para motocicletas de Croom está diseñada para el uso de vehículos todoterreno . Se realizan actividades recreativas para uso de los visitantes. Numerosos senderos para caminatas recorren el bosque, incluidos, entre otros, el sendero de Florida, el sendero estatal Withlacoochee, el sendero Good Neighbor y el sendero estatal General James A. Van Fleet . Las numerosas especies de árboles en los bosques densos incluyen el pino cantero, el pino de hoja larga, el ciprés de estanque, el ciprés calvo, el roble, el arce y otros, proporcionando senderos de dosel denso para los visitantes.